# Wladimir Demel
Wladimir Demel (11. dubna 1852 Kutná Hora – 15. února 1941) byl rakouský pedagog a politik německé národnosti působící ve Slezsku, na konci 19. století poslanec Říšské rady.

## Biografie
Povoláním byl profesorem na vyšší reálné škole v Opavě. Byl židovského původu.[zdroj?] Jeho bratrem byl pedagog a architekt Karl Demel. Wladimir byl činný jako chemik a pedagog. Byl ředitelem vyšší reálné školy v Opavě. Napsal studie o chemické analýze vod.
Český tisk uváděl, že v mládí se identifikoval s českým národním hnutím a nosil prý vlasteneckou čamaru. Později se ale přiklonil k němectví. V roce 1892 se stal předsedou německého liberálního spolku v Opavě.
Byl i poslancem Říšské rady (celostátního parlamentu Předlitavska), kam usedl v doplňovacích volbách roku 1893 za kurii městskou a obchodních a živnostenských komor ve Slezsku, obvod Opava. Nastoupil 18. března 1893 místo Huberta Fuße. Ve volebním období 1891–1897 se uvádí jako Wladimir Demel, c. k. profesor na státní vyšší reálné škole, bytem Opava. Po svém zvolení byl na Říšské radě přijat za člena klubu Sjednocené německé levice, do kterého se spojilo několik ústavověrných (liberálně a centralisticky orientovaných) proudů.
V roce 1914 odešel do penze a císař mu udělil titul vládního rady.
Jeho strýcem byl Johann Demel von Elswehr.